# Kajetan Kryszkiewicz
Kajetan Kryszkiewicz (ur. 28 lipca 1908 w Poznaniu, zm. 2 października 1982 w Godzieszach Wielkich) – polski piłkarz grający na pozycji napastnika i pomocnika.

## Kariera klubowa
Był zawodnikiem dwóch poznańskich klubów, Posnanii i Warty, a także BBTS Bielsko. W 1932 roku będąc zawodnikiem Warty zdobył wspólnie z Fryderykiem Scherfke tytuł króla strzelców polskiej ekstraklasy z liczbą 15 goli.

## Kariera reprezentacyjna
W 1937 wystąpił w dwóch meczach reprezentacji Polski.